# Фонтан «Адоніс» (Львів)
Криниця з фігурою Адоніса або фонтан «Адоніс» — один із чотирьох фонтанів, що розміщені по одному на кожному розі площі Ринок у Львові. Фігура Адоніса розташована на північно-східному куті площі. Фонтан має восьмигранну чашу, яка стоїть на бруківці — в центрі зірки, викладеної червоним і чорним каменем. У центрі чаші — статуя персонажа античної міфології: герой Адоніс з собакою і вбитим ним кабаном.

## Історія
Для забезпечення міста водою на східному боці площі Ринок у 1407 році збудували водорозподільний пункт, куди збігалася вода з водогонів. У XVIII столітті цих водогонів було вже шістнадцять. Вони стікалися у водойму «Мелюзина». Але місто росло, однієї водойми було замало і у 1697 р. на південно-західному розі площі спорудили ще одну. Її назвали «Нептун» — від дерев'яної статуї бога морів, якою вона була прикрашена. Третя водойма була споруджена в 1744 р. на південно-східному розі площі (нині фонтан «Діана»). «Адоніса» ж на Ринку було споруджено 1793 року.

## Відгуки
За дослідником львівської скульптури Юрієм Бірюльовим: 
«До найкращих творів Гартмана Вітвера (1774—1825) належать, без сумніву, чотири кам'яні, виготовлені з вапняку статуї на криницях на Ринку – вони уособлювали алегорії Землі (скульптури Діани та Адоніса) та Води (скульптури Нептуна та Амфітріти). Час виконання ринкових фігур можна окреслити 1810—1814 роками. Перша згадка в джерелах про ринкові фігури походить з 1815 року. Тоді міська рада видала розпорядження про неприпустимість пошкодження скульптур під час традиційного українського свята Йордану (посвячення води).»